# Висяты (озеро)
Висяты (бел. Вісяты) — озеро в Витебской области Белоруссии, находится на территории Новопогостского сельсовета Миорского района, у границы с Браславским районом. Относится к бассейну реки Вята (приток Западной Двины).
Площадь поверхности озера 1,05 км², длина 1,4 км, наибольшая ширина 0,9 км. Наибольшая глубина озера Висяты достигает 14,5 м. Длина береговой линии 4,1 км, площадь водосбора — 16,2 км², объём воды — 4,4 млн м³.
Озеро расположено в 20 км к юго-западу от города Миоры и в 23 км к юго-востоку от Браслава. Западная часть озера принадлежит Браславскому району, восточная — Миорскому. На северном берегу озера находится деревня Висяты. Сток из озера осуществляется через ручей, превращённый в канал длиной чуть более 5 км, который начинается в северной части озера Висяты и ведёт в озеро Укля. Из Укли протоки последовательно ведут в Обстерно и Нобисто, из последнего вытекает Вята. Название Висяты образовано от финно-угорской основы вис — «протока» и форманта ты — «озеро».
Озеро имеет близкую к округлой форму с несколькими небольшими заливами и мысами. В северо-западной части озера остров площадью 0,2 га. Склоны котловины возвышенные, местами крутые, преимущественно под кустарником. Дно до глубины 2 м песчаное или илистое, глубже выстлано сапропелем.